# Stamsjö
Stamsjö is een plaats (tätort) in de gemeente Lerum in het landschap Västergötland en de provincie Västra Götalands län in Zweden. De plaats heeft 408 inwoners (2010) en een oppervlakte van 26,59 hectare en ligt aan het meer Lilla Stamsjön, omringd door bossen. 
Het was voormalig bekend als een småort met de naam Hallsåsåsen (zuidelijk deel) (Zweeds: Hallsåsåsen (södra delen)) als het zuidelijke deel van de plaats Hallsåsen.